# Височанове
Височа́нове — село в Україні, у Кетрисанівській сільській громаді Кропивницького району Кіровоградської області. Населення становить 37 осіб (станом на 2001 рік).

## Географія
Село Височанове лежить за 27,6 км на захід від міста Бобринець, фізична відстань до Києва — 260,8 км. Селом тече річка Отокова.

## Населення
Станом на 1989 рік у селі проживало 80 осіб, серед них — 34 чоловіки і 46 жінок.
За даними перепису населення 2001 року у селі проживало 37 осіб. Рідною мовою назвали:
| Мова       | Кількість осіб | Відсоток |
| ---------- | -------------- | -------- |
| українська | 34             | 91,89 %  |
| російська  | 1              | 2,70 %   |
| молдовська | 1              | 2,70 %   |
| білоруська | 1              | 2,70 %   |

## Політика
Голова сільської ради — Дацун Галина Михайлівна, 1960 року народження, вперше обрана у 2010 році. Інтереси громади представляють 12 депутатів сільської ради:
| Партія                                 | Кількість депутатів | Відсоток |
| -------------------------------------- | ------------------- | -------- |
| Всеукраїнське об'єднання «Батьківщина» | 6                   | 50,00 %  |
| самовисування                          | 3                   | 25,00 %  |
| «Партія регіонів»                      | 2                   | 16,67 %  |
| «Комуністична партія України»          | 1                   | 8,33 %   |